# Iathrippa trilobatus
Iathrippa trilobatus là một loài chân đều trong họ Janiridae. Loài này được Richardson miêu tả khoa học năm 1910.